# Manendragarh
Manendragarh è una suddivisione dell'India, classificata come municipality, di 30.755 abitanti, situata nel distretto di Korea, nello stato federato del Chhattisgarh. In base al numero di abitanti la città rientra nella classe III (da 20.000 a 49.999 persone).

## Geografia fisica
La città è situata a 23° 12' 31 N e 82° 12' 44 E
.

## Società

### Evoluzione demografica
Al censimento del 2001 la popolazione di Manendragarh assommava a 30.755 persone, delle quali 16.278 maschi e 14.477 femmine. I bambini di età inferiore o uguale ai sei anni assommavano a 4.122, dei quali 2.060 maschi e 2.062 femmine. Infine, coloro che erano in grado di saper almeno leggere e scrivere erano 22.137, dei quali 12.813 maschi e 9.324 femmine.